# 武当派
武当派（ぶとうは）は、武俠小説などにおいて名門の一派として登場する中国武術の一派。張三丰（太極拳の創始者に仮託されている）が創設したとされる。武当山を本拠とする。

## 武俠小説の武当派
金庸の武俠小説のいくつかで名門一派として登場する。
- 『倚天屠龍記』 (元末明初)では、少林派、華山派、峨嵋派、崑崙派、崆峒派とあわせて「六大門派」と呼ばれた。少林寺で覚遠大師の弟子だった張三丰が創設した。

### 武当派奥義
- 太極拳
- 太極剣
- 武当九陽功
- 純陽無極功
- 梯雲縦
- 推心置腹
- 四通八達
- 鹿死誰手
- 羅漢拳
- 真武七截陣
- 倚天屠龍功

### 達人
- 張三丰（『倚天屠龍記』）
- 武当七俠（『倚天屠龍記』）
- 冲虚道人（『秘曲 笑傲江湖』）

## 現実の武当派
武当山に残存する武当太極拳は、当然であるがわざわざ武当派と言うことは無い。現在の現実の武当派は、武当山の拳法（張三丰の内家拳法・太極拳法などの内功武術）を源流、または、取りいれた武術一派のことであり、楊式太極拳や武式太極拳、八卦掌などの多くの武術においても、武当山を源流、またはその技法等を取り入れたとする門派の場合は、自らを武当派と称する場合がある。例えば、南京中央国術館の六合八法拳、太極拳、形意拳、八卦掌を武当山発祥として分類し、武当門の門長に楊氏太極拳三世の楊澄甫を就任させるなどして、その門派を武当門としてまとめたのも、武当派としての実際である。
楊式太極拳においての武当派は、楊家太極拳の創始者楊露禅により、武当太極拳の一〇八式が楊家太極拳一〇八式として編成され、それを、その孫である楊澄甫が編成した楊家八十五式などが、現在、世界各国の華僑の一部で、古式楊式太極拳として伝承されている。